# Mindbender
Mindbender war eine von Schwarzkopf GmbH gebaute Stahlachterbahn im Galaxyland, einem Vergnügungspark innerhalb der West Edmonton Mall (Edmonton, Kanada).
Nachdem die Bahn seit Juli 2021 außer Betrieb war, gab der Park am 30. Januar 2023 bekannt, dass Mindbender nach 37 Jahren abgerissen wird.

## Mindbender-Unglück
Auf dieser Bahn ereignete sich am 14. Juni 1986 eines der schwersten Achterbahnunglücke überhaupt. Drei Menschen starben, einer wurde schwer verletzt und zwei erlitten Knochenbrüche. Die restlichen zehn Insassen kamen mit Prellungen und schweren Schockzuständen davon. Wie später ermittelt werden konnte, war die Ursache für das Unglück ein technischer Fehler. An einem Wagen des Zuges löste sich aufgrund von Wartungsmängeln die Radkonstruktion.
Bei diesem Unfall prallte besagtes Glied gegen einen Stützpfeiler und schleifte auf der Fahrschiene. Der Zug wurde dadurch abgebremst, schaffte den Looping nicht mehr und rollte zurück, wobei das letzte Glied vor einen Betonpfeiler schlug.
Die Firma Triple Five Corp., welche das Einkaufszentrum und den Vergnügungspark besitzt, wollte die Firma Schwarzkopf GmbH für diesen Unfall verantwortlich machen. Jedoch zeigte die Beweisaufnahme vor Ort, dass der Park unter anderem eine Inspektionsanweisung der „General Safety Services Division“ (eine Art TÜV) ignoriert hatte – überhaupt hatte man aus Kostengründen (70.000 Dollar) auf eine Abnahme durch den deutschen TÜV verzichtet. Die Züge wurden nur rein äußerlich begutachtet und nicht, wie vorgeschrieben, zur Überprüfung von der Strecke genommen. Eine oberflächliche Begutachtung während des Fahrbetriebes ermöglicht keine Kontrolle der Schrauben und Bolzen an den Radkonstruktionen. Viele solcher Bolzen waren während der ersten Betriebszeit nicht mehr an ihrem ursprünglichen Platz. Des Weiteren war das Bedienungshandbuch zu Anfang nicht ins Englische übersetzt worden. Darin werden Monteure angewiesen, alle Schrauben und Bolzen wöchentlich zu überprüfen. Nach dem Unfall stellte sich heraus, dass an den Achskonstruktionen gut ein Viertel aller Bolzen nicht mehr vorhanden oder beschädigt waren. Ein Verantwortlicher konnte nicht gefunden werden.
Die Bahn ging nach technischen Änderungen und Verschärfungen der Sicherheitsvorkehrungen wieder in Betrieb. Seither sind keine Zwischenfälle bekannt.

## Antrieb, Züge und Konstruktion
- Antrieb: Friktionsantrieb
- Besatzung: vor dem Unfall: fünf Züge, viergliedrig, für 16 Personen/Zug; nach dem Unfall aus Sicherheitsgründen: drei Züge, dreigliedrig, für zwölf Personen/Zug
- Konstruktion: ein Aufzug – Antriebsgetriebe durch Gelenkwellen verbunden mit Antrieb, Rücklaufsicherung und Bremsen